# Bug (album de Dinosaur Jr.)
Pour les articles homonymes, voir Bug.
Albums de Dinosaur Jr.
You're Living All Over Me
(1987) Green Mind
(1991)
Bug est un album de Dinosaur Jr., sorti en 1988.

## L'album
C'est le dernier album du groupe sous sa formation originale, Lou Barlow étant évincé l'année suivante. Le titre Freak Scene est un succès au Royaume-Uni, mais l'album est surtout connu pour ses innovations musicales, Mascis dictant à chacun de ses musiciens l'approche précise de leurs parties. Il fait partie des 1001 albums qu'il faut avoir écoutés dans sa vie. 

### Titres
Tous les titres sont de J Mascis. 
1. Freak Scene (3:36)
2. No Bones (3:43)
3. They Always Come (4:37)
4. Yeah We Know (5:24)
5. Let It Ride (3:37)
6. Pond Song (2:53)
7. Budge (2:32)
8. The Post (3:38)
9. Don't (5:41)

En 2005, une réédition inclut un 10e titre : Keep the Glove (Merge Records) (2:52)

### Musiciens
- J Mascis : guitares, voix, banjo, claviers
- Lou Barlow : basse
- Murph : batterie